# Tirtagangga
Tirtagangga is een voormalig koninklijk paleis op het Indonesische eiland Bali in de gelijknamige provincie. Tirtagangga is bekend vanwege de watertuinen.